# Robert Sweeting
Robert Sweeting (Sarasota, 5 juni 1987) is een Amerikaans voormalig wielrenner.
Sweeting werd prof in 2007 bij het AEG Toshiba-Jetnetwork Pro Cycling Team en won een etappe in de Ronde van Greenville. Zijn belangrijkste overwinning was de tweede etappe van de Tour of Elk Grove, een wedstrijd die deel uitmaakt van de UCI America Tour.

## Overwinningen
2011
- 2e etappe Tour of Elk Grove

2015
- 8e etappe Vuelta a la Independencia Nacional

## Ploegen
- 2007 - AEG Toshiba-Jetnetwork Pro Cycling Team
- 2008 - Toshiba-Santo Pro Cycling presented by Herbalife
- 2009 - Land Rover-Orbea
- 2011 - 5-Hour Energy
- 2012 - 5-Hour Energy
- 2013 - 5-Hour Energy
- 2014 - 5-Hour Energy
- 2015 - Team SmartStop